# Brasiliens volleyballlandshold (damer)
Brasiliens volleyballlandshold er Brasiliens landshold i volleyball. Holdet er et af verdens bedste landshold. Det har vundet sommer-OL to gange (2008 og 2012).